# Karo Strzelce Opolskie
UKS Karo Strzelce Opolskie – polska męska drużyna siatkarska ze Strzelec Opolskich grająca w II/III lidze. Obecnie reprezentowana przez chłopców i dziewczęta w kategorii młodzików/młodziczek, kadetów i juniorów.

## Młodzicy
W 2012 roku w Strzelcach Opolskich ruszył projekt "SOS"- siatkarski ośrodek szkolny. W tym celu utworzono przyległą do klubu klasę o profilu piłki siatkowej (rocznik 1999). Opiekunem klasy jest Piotr Ratajczak, a trenerem Szczepan Chodakowski. W lipcu 2013 roku nowym trenerem zespołu został Aleksander Januszkiewicz zastępując Szczepana Chodakowskiego. W tym samym czasie do uczestnictwa w projekcie została dołączona klasa o profilu piłki siatkowej (rocznik 2000).